# Emma Kennedy
Emma Kennedy, es un personaje ficticio de la serie de televisión británica Hustle, interpretado por la actriz Kelly Adams desde el 8 de enero de 2009 hasta el 17 de febrero de 2012.

## Biografía
Emma apareció por primera vez durante la quinta temporada haciéndose pasar por una promotora inmobiliaria con el fin de estafar a Michael Stone y a Ash Morgan, quienes estaban tratando de estafarla, ya que creían que estaba en el mercado inmobiliario. Poco después se reveló que todo había sido creado por Albert Stroller para que Michey pudiera así formar un nuevo equipo.
Mickey no estaba contento por lo sucedido, pero al final él y Ash salvaron a Emma y a su hermano Sean Kennedy, quien se hacía pasar como su asistente personal, de ser atacados por un grupo que buscaba venganza. Más tarde decidieron que Emma y Sean podrían unirse al grupo y ambos reemplazaron el lugar dejado por Stacie Monroe y Danny Blue.
Aunque Emma dice que es una mujer cínica cuando se trata de asuntos románticos, ha demostrado un cierto grado de sentimientos hacia Mickey y en ocasiones se muestra celosa cuando lo ve con otras mujeres.